# Saint-Brice (Żyronda)
Saint-Brice – miejscowość i gmina we Francji, w regionie Nowa Akwitania, w departamencie Żyronda.
Według danych na rok 1990 gminę zamieszkiwało 280 osób, a gęstość zaludnienia wynosiła 49 osób/km² (wśród 2290 gmin Akwitanii Saint-Brice plasuje się na 900. miejscu pod względem liczby ludności, natomiast pod względem powierzchni na miejscu 1381.).